# Daniela Simmons
Daniela Simmons o Daniela Simons, pseudonimo di Daniela Borruso-Şereftuğ (Perugia, 9 dicembre 1959), è una cantante svizzera.

## Biografia
Di origini italiane, sin da piccola sviluppa una buona passione per il canto, aiutata dal padre musicista e studiando presso il Conservatorio di Losanna.
Inizia la propria carriera di cantante nel 1984 e collabora anche con artisti italiani, interpretando diverse canzoni pop.
Dopo due tentativi non riusciti nel 1983 e nel 1985, nel 1986 viene selezionata come rappresentante per la Svizzera all'Eurofestival con la canzone in lingua francese Pas Pour Moi, su musiche di Atilla Şereftuğ (che la diresse anche durante l'esibizione dal vivo all'Eurovision Song Contest) e testo di Nella Martinetti. Il brano ottenne 140 punti classificandosi al secondo posto. Nel 1991 si ripresenta ancora alle selezioni svizzere per l'Eurofestival, arrivando seconda con la canzone Come finirà? e non venendo quindi scelta come rappresentante ufficiale.
Sempre nel 1991 sposa Atilla Şereftuğ stesso, avendo da lui un figlio l'anno dopo.

## Discografia

### Album
- Shout Back (1988)
- Un'altra donna (1998)
- Daniela Simmons (2004)

### Singoli
- Si L'Amour / Luci piene (1984)
- Une autre vie (1984)
- Repars À Zéro (1985)
- Pas Pour Moi / Candlelight (1986)
- You Should Know (1987)
- Found You Out (1989)
- Vorrei (1998)